# 没食子儿茶素没食子酸酯
没食子儿茶素没食子酸酯（缩写GCG）是一种含氮有机化合物，分子式C
22H
18O
11，属于没食子儿茶精与没食子酸形成的酯，与表没食子儿茶素没食子酸酯（EGCG）是差向异构体。